# شرکت کشتی‌رانی هند
شرکت کشتی‌رانی هند (انگلیسی: Shipping Corporation of India) شرکت لجستیک هندی است، که در سال ۱۹۶۱ تأسیس شد.